# Kongolo
Pour les articles homonymes, voir Kongolo (homonymie).
Kongolo est une localité chef-lieu du territoire éponyme[réf. nécessaire] de la province du Tanganyika en république démocratique du Congo.

## Géographie
Située sur la rive gauche du fleuve Lualaba, elle est desservie par la route RP631 à 361 km à l'ouest du chef-lieu provincial Kalemie.
Les rapides, dénommés à l'époque coloniale Portes de l'Enfer, (ou encore Hinde) en aval de Kongolo, sont une sorte de gorge qui se resserre parfois jusqu'à moins de 100 mètres de largeur. Ces rapides empêchent la navigation sur la Lualaba  et ont nécessité la construction d'un chemin de fer entre Kongolo et Kindu.

## Histoire
Le 31 décembre 1961, les 1 500 gendarmes katangais, combattant pour l'Etat du Katanga sécessionniste, en garnison dans la ville sont chassés par l'armée nationale congolaise (ANC). Celle-ci assassine le lendemain vingt prêtres de la Congrégation du Saint-Esprit qui étaient restés aux côtés de ceux des habitants qui n'avaient pas fui.

## Administration
Chef-lieu territorial de 39 656 électeurs enrôlés pour les élections de 2018, la localité a le statut de commune rurale de moins de 80 000 électeurs, elle compte 7 conseillers municipaux en 2019.

## Population
Le recensement date de 1984, l'accroissement annuel est estimé à 3,98,.
| 1950  | 1984   | 2004   | 2012   |
| ----- | ------ | ------ | ------ |
| 2 842 | 27 267 | 50 212 | 68 118 |

## Économie
Kongolo est desservie par un terrain d'aviation (code AITA : KOO). Proche de la ville, le pont Kongolo, un important pont ferroviaire et routier d'une longueur de 400 mètres, traverse le fleuve Lualaba.

## Environnement
La diversité du genre d'isoptères en forêt équatoriale empêche la domination d'un genre sur les autres comme c'est souvent le cas en savane. Les termites humivores et liignivores constituent une caractéristique du peuplement. Les bois de la forêt et les feuilles qui tombent souvent constituent un facteur favorable à ces deux groupes des termites[non pertinent]
.